# Pterocaesio
Genre
Pterocaesio est un genre de poissons appartenant à la famille des Caesionidae (les « fusiliers »).

## Liste d'espèces
Selon FishBase (2 mars 2017) et World Register of Marine Species (2 mars 2017) :
- Pterocaesio capricornis Smith & Smith, 1963
- Pterocaesio chrysozona (Cuvier, 1830)
- Pterocaesio digramma (Bleeker, 1864)
- Pterocaesio flavifasciata Allen & Erdmann, 2006
- Pterocaesio lativittata Carpenter, 1987
- Pterocaesio marri Schultz, 1953
- Pterocaesio monikae Allen & Erdmann, 2008
- Pterocaesio pisang (Bleeker, 1853)
- Pterocaesio randalli Carpenter, 1987
- Pterocaesio tessellata Carpenter, 1987
- Pterocaesio tile (Cuvier, 1830)
- Pterocaesio trilineata Carpenter, 1987

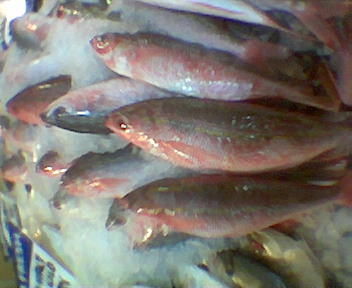
Pterocaesio capricornis
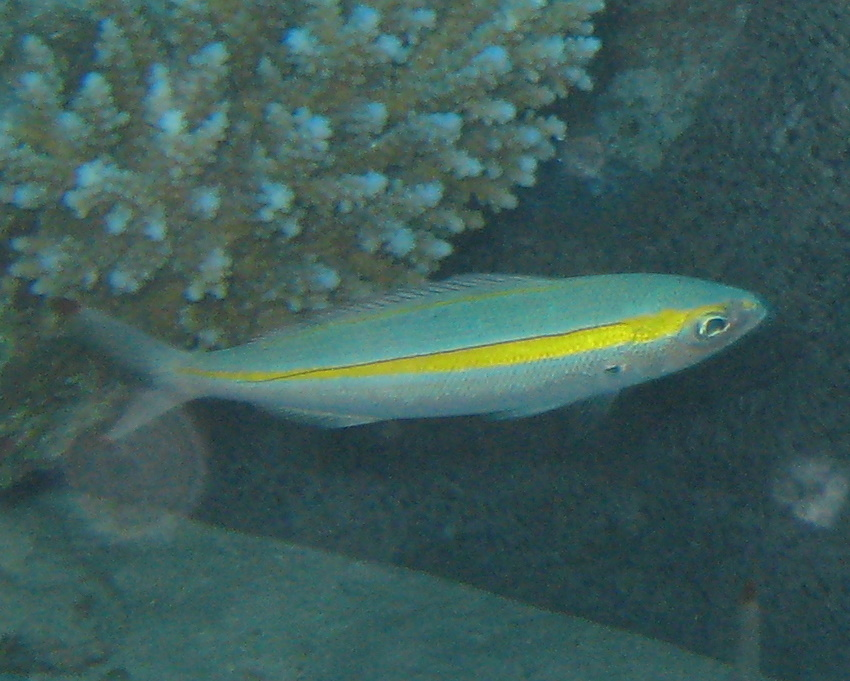
Pterocaesio chrysozona
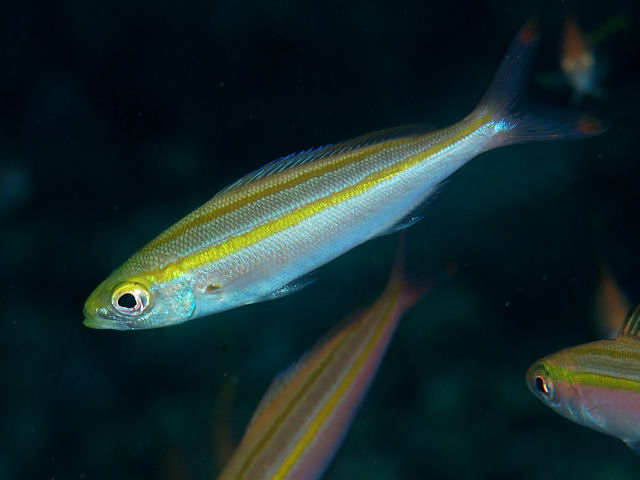
Pterocaesio digramma
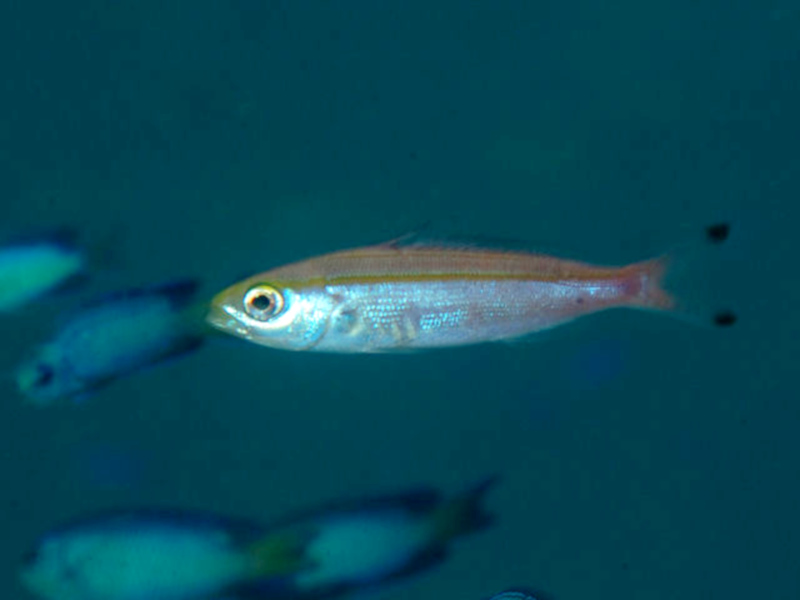
Pterocaesio marri
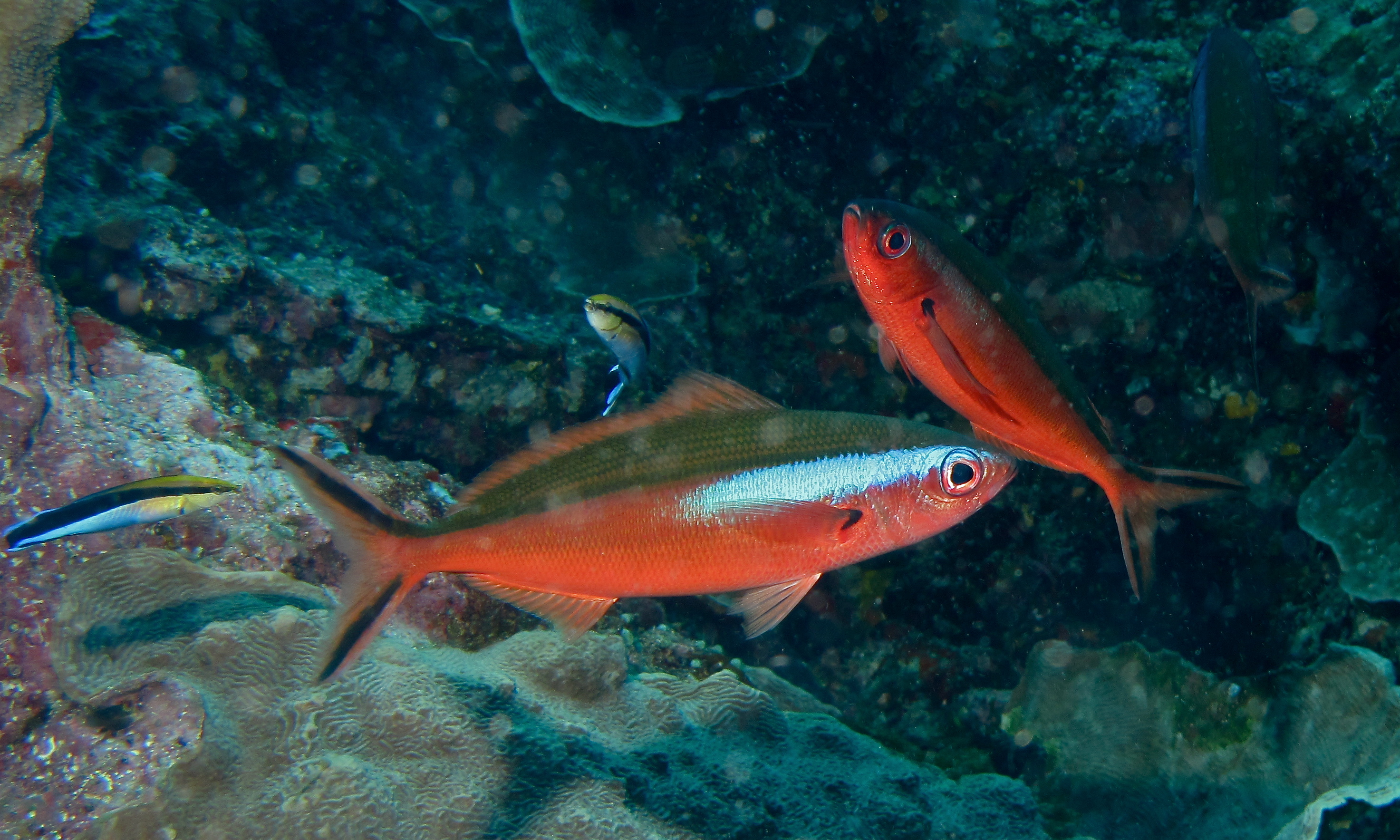
Pterocaesio tile
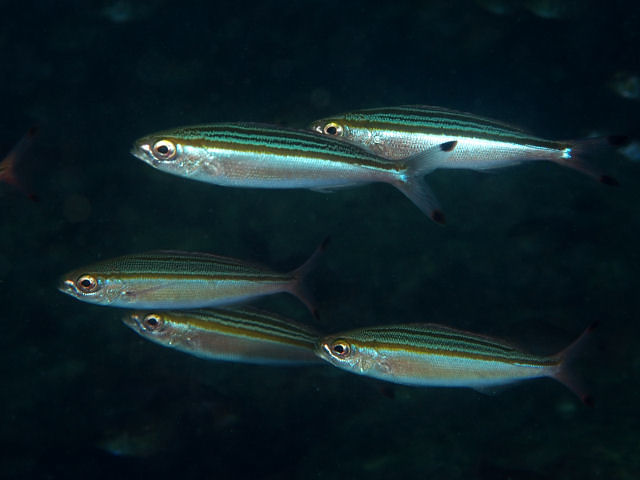
Pterocaesio trilineata